# تراموا ناومبورگ
تراموا ناومبورگ (آلمانی: Straßenbahn Naumburg (Saale)) سیستم تراموا در شهر ناومبورگ، آلمان است.
این تراموا که در سال ۱۸۹۲ تأسیس شده دارای ۱ خط، ۱۸ ایستگاه و ۲٫۵ کیلومتر طول می‌باشد.

## نگارخانه

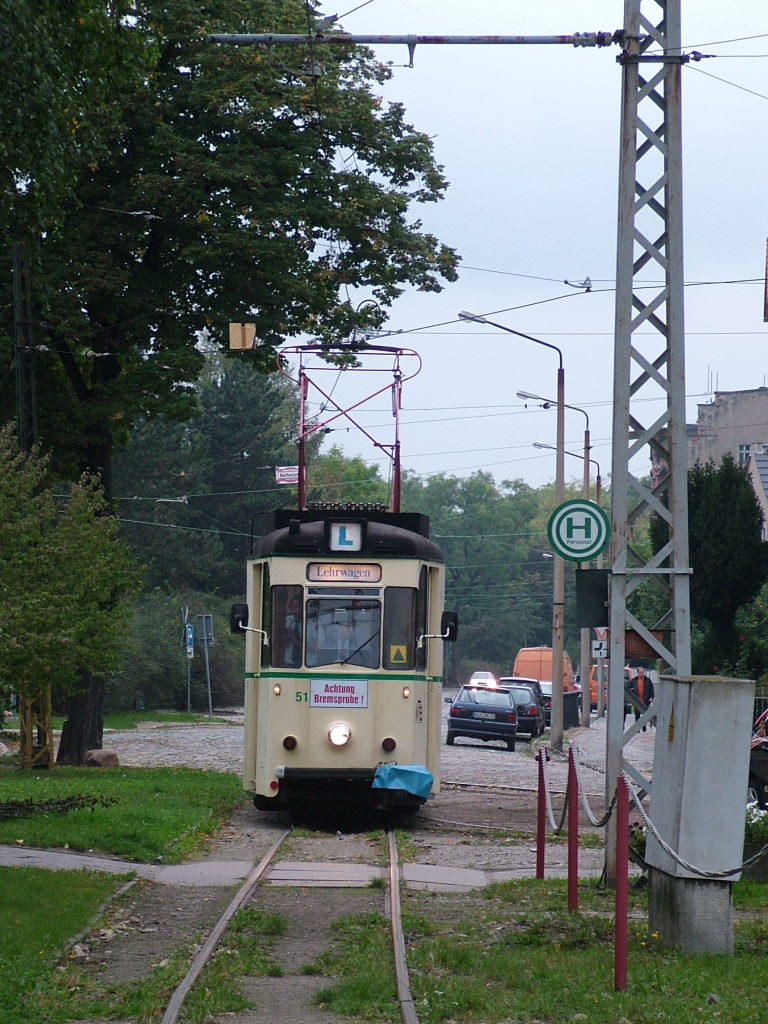
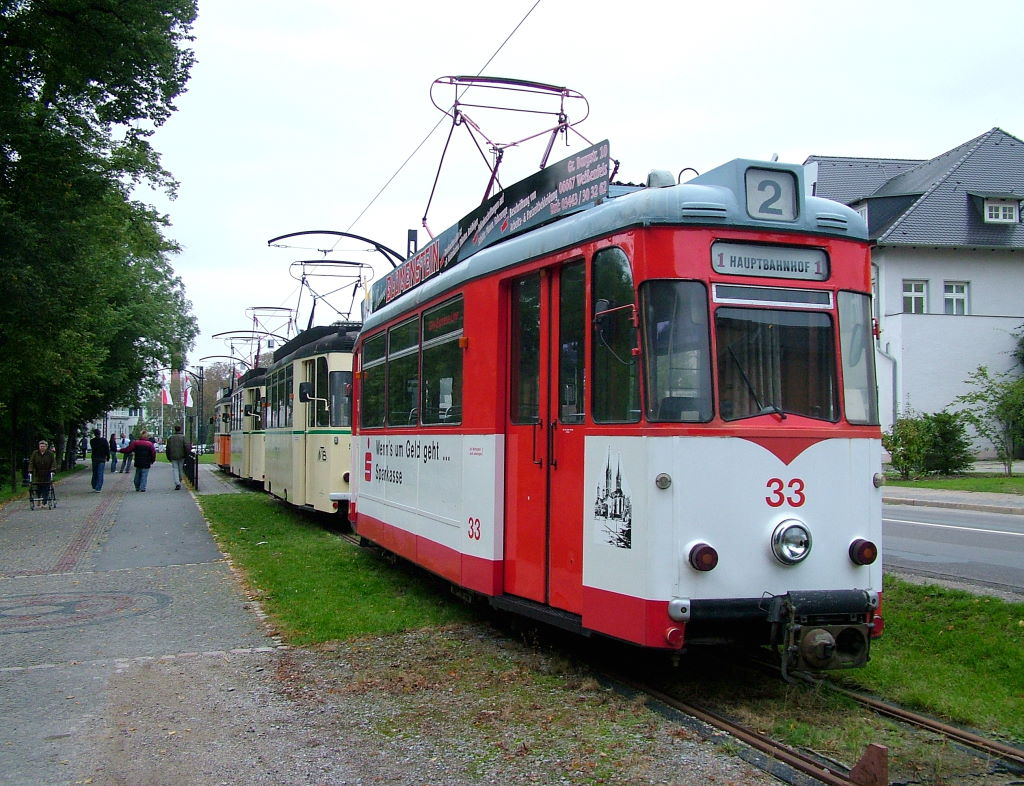
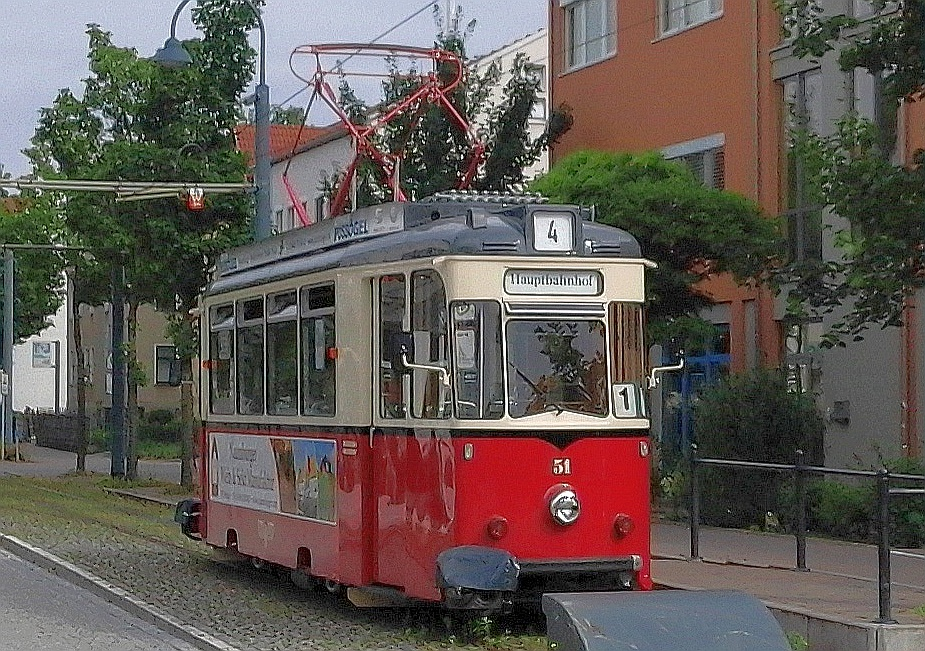
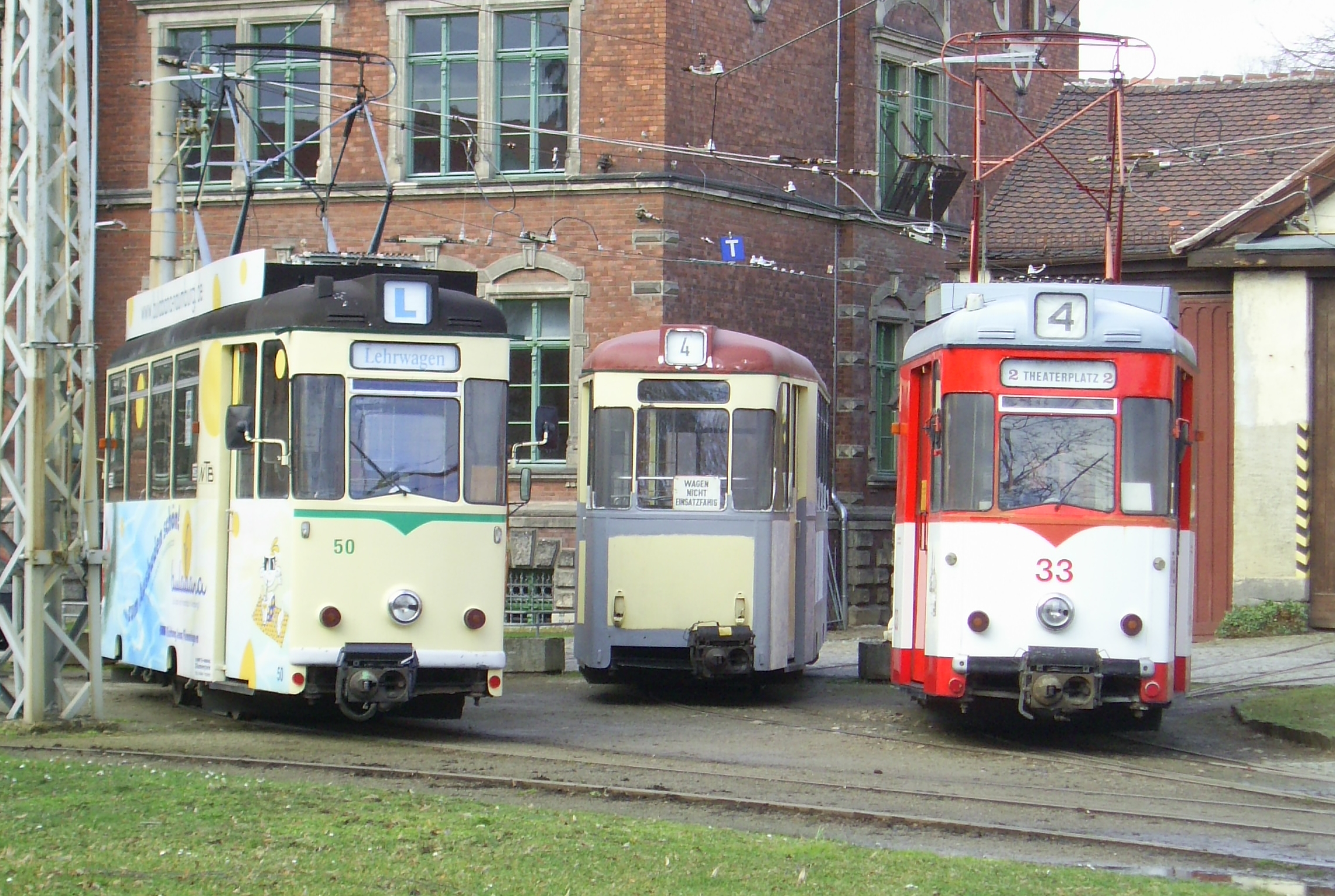